# Бедзай, Игорь Владимирович
Игорь Владимирович Бедзай (укр. Ігор Володимирович Бедзай; 20 июля 1972, Николаев — 7 мая 2022) — полковник Военно-морских сил Украины, начальник службы безопасности полётов. Старший инспектор-лётчик ВМС Украины. Заместитель командующего ВМС ВСУ. Герой Украины (2022, посмертно). Национальная легенда Украины (2022, посмертно).

## Биография
Игорь Владимирович Бедзай родился 20 июля 1972 года в Николаеве. Одно время командовал 10-й авиабригадой ВМС Украины (Саки).
Участвовал в учениях Sea Breeze-2014.
Погиб 7 мая 2022 года во время выполнения боевого задания в составе экипажа морского вертолёта Ми-14 от ракеты российского истребителя.
11 мая 2022 года похоронен в Николаеве на Мешковском кладбище со всеми почестями.

## Награды
- Звание «Герой Украины» с удостоением ордена «Золотая Звезда» (11 мая 2022) — за личное мужество и героизм, проявленные в защите государственного суверенитета и территориальной целостности Украины, самоотверженное служение украинскому народу[1];
- Орден Богдана Хмельницкого III ст. (21 августа 2014) — за личное мужество и героизм, проявленные в защите государственного суверенитета и территориальной целостности Украины, верность военной присяге, высокопрофессиональное исполнение служебного долга[6];
- Медаль «За военную службу Украине» (19 февраля 2004) — за личное мужество и отвагу, проявленные в защите государственных интересов, укрепление обороноспособности и безопасности Украины[7];
- Медаль «За безупречную службу» III ст. (1 июля 2011) — за весомый личный вклад в развитие транспортной системы Украины, обеспечение бесперебойной работы морского и речного флота, примерное выполнение воинского долга в поддержании боевой, мобилизационной готовности и боеспособности Военно-Морских Сил Вооруженных Сил Украины[8];
- Ведомственное отличие Министерства обороны Украины «Огнестрельное оружие» (вручено 1 июля 2018) — пистолет Стечкина[9].
- Отличие Президента Украины «Национальная легенда Украины» (20 августа 2022, посмертно) — за выдающиеся личные заслуги в становлении независимой Украины и укреплении ее государственности, защите Отечества и служении Украинскому народу, весомый вклад в развитие национального образования, искусства, спорта, здравоохранения я, а также многолетнюю плодотворную общественную деятельности[10].